# د لست راکت
د لست راکت (انگلیسی: The Last Rocket؛ به‌معنی آخرین موشک) اولین آلبوم استودیویی توسط تیکاف است. این در تاریخ ۲ نوامبر سال ۲۰۱۸ منتشر شد، توسط Capitol Records، Motown و Quality Control Music. اولین بار در ۲۳ اکتبر ۲۰۱۸ در لس آنجلس، کالیفرنیا، منتشر شد.
با انتشار این آلبوم تیکاف تبدیل شد به دومین عضو میگوس که یک آلبوم سولو دارد
این آلبوم تنها پروژه سولو تیکاف در تمام عمرش است

## عملکرد تجاری
این آلبوم در بیلبورد ۲۰۰ ایالات متحده آمریکا با ۴۹۰۰۰ واحد آلبوم(از جمله ۵۰۰۰ در فروش خالص) . دو آهنگ از آلبوم موفق به چارت در بیلبورد ۱۰۰ آمریکا (Casper و Last memory).

## فهرست آهنگ ها[۲]
| شماره      | نام             | مدت   |
| ---------- | --------------- | ----- |
| ۱.         | «Martian»       | ۳:۰۸  |
| ۲.         | «She Gon Wink»  | ۳:۳۶  |
| ۳.         | «None to Me»    | ۲:۳۱  |
| ۴.         | «Vacation»      | ۲:۴۹  |
| ۵.         | «Last Memory»   | ۲:۴۲  |
| ۶.         | «I Remember»    | ۲:۵۹  |
| ۷.         | «Lead the Wave» | ۳:۲۵  |
| ۸.         | «Casper»        | ۳:۱۷  |
| ۹.         | «Insomnia»      | ۲:۴۴  |
| مجموع مدت: | مجموع مدت:      | ۳۵:۱۷ |